# Sander Cordeel
Sander Cordeel (Sint-Niklaas, 7 november 1987) is een Belgisch voormalig wielrenner die in 2017 zijn carrière afsloot bij Veranda's Willems-Crelan.

## Carrière
In 2008 won Cordeel een etappe in de Triptyque Ardennais, die niet op de UCI-kalender stond. In 2011 werd hij nationaal kampioen tijdrijden bij de eliterenners zonder contract en won hij de Grote Prijs Impanis-Van Petegem. Mede door die prestaties tekende hij voor 2012 een profcontract bij Lotto-Belisol.
Na twee seizoenen op het hoogste niveau deed Cordeel een stap terug naar het nieuw opgerichte Vastgoedservice-Golden Palace Continental Team. Nadat hij na het seizoen 2017 moest vertrekken bij zijn ploeg Veranda's Willems-Crelan, beëindigde Cordeel zijn carrière.

## Overwinningen
2011
 Belgisch kampioen tijdrijden, Elite z/c
Grote Prijs Impanis-Van Petegem
2013
Bergklassement Ronde van Noorwegen

## Resultaten in voornaamste wedstrijden
| Jaar | Ronde van Vlaanderen | Parijs-Roubaix | Clásica San Sebastián |
| ---- | -------------------- | -------------- | --------------------- |
| 2012 | opgave               | opgave         |                       |
| 2013 |                      |                | opgave                |
| 2017 | opgave               |                |                       |

## Ploegen
- 2006 –  Bodysol-Win for Life-Jong Vlaanderen
- 2011 –  Colba-Mercury
- 2012 –  Lotto-Belisol
- 2013 –  Lotto-Belisol
- 2014 –  Vastgoedservice-Golden Palace Continental Team
- 2015 –  Vastgoedservice-Golden Palace Continental Team
- 2016 –  Veranda's Willems Cycling Team
- 2017 –  Veranda's Willems-Crelan

Baugnies · Cordeel · Cornu · Crabbé · De Greef · De Ketele · De Neef · De Poortere · De Zutter · Lievens · Neyens · Paulissen · Poleunis · Roelandts · Schets · Van Avermaet · Van den Houte · Van Rij · Van Rooy · Vanendert · Vens
Cordeel · Dhaene · François · Grieten · Haynes · Labbe · Schulz · Van Den Bulck · Van Lancker · Vanbecelaere · Vandaele · Vangheel · Vercruyce · Vermeer · Wensink · Wytinck
Bak · Bille · Bulgaç · Cordeel · De Clercq · De Greef · Debusschere · Dehaes · Dockx · Greipel · Hansen · Henderson · Kaisen · Meersman · Neyens · Reynés · Robert · Roelandts · Sieberg · Sohrabi · Van der Sande · Van De Walle · D. Vanendert · J. Vanendert · van Leijen · Vangenechten · Wellens · Van den Broeck · Willems · Sprengers (stagiair) · Wippert (stagiair) 
Bak · Bellemakers · Bille · Bulgaç · Cordeel · De Clercq · De Greef · Debusschere · Dehaes · Dockx · Greipel · Hansen · Henderson · Kaisen · Meersman · Neyens · Reynés · Robert · Roelandts · Sieberg · Van der Sande · Van De Walle · D. Vanendert · J. Vanendert · van Leijen · Vangenechten · Wellens · Van den Broeck · Willems · Broeckx (stagiair) · Carolus (stagiair) 
Je.Adams · Jo.Adams · Cools · Cordeel · Denuwelaere · Geysen · Hulsmans · Lennertz · K.Peeters · R.Peeters · Ruijgh · van Aert · Van Laer · Van Staeyen · Vandousselaere · Vermote · Wynants
Bille · Cordeel · De Bondt · Devolder · Dupont · Duijn · Godrie · Goolaerts · Jaspers · Kruopis · Merlier · Prémont · van Aert · Van Breussegem · Van Zummeren · Vergaerde · Livyns (stagiair) · Teugels (stagiair)